# Henri Cartan
Henri Paul Cartan (ur. 8 lipca 1904 w Nancy, zm. 13 sierpnia 2008 w Paryżu) – francuski matematyk, syn Élie Cartana.

## Życiorys
Studiował matematykę u Paula Antoine Montela w École normale supérieure (Paryż).
Pracował w Strasburgu, Paryżu i Orsay. Stworzył prace dotyczące funkcji analitycznych, topologii algebraicznej i teorii potencjału. Był jednym z założycieli grupy Bourbaki. W 1980 r. otrzymał Nagrodę Wolfa w dziedzinie matematyki.
Był członkiem wielu akademii naukowych, m.in. Francuskiej Akademii Nauk, Towarzystwa Królewskiego w Londynie (od 1971 r.) oraz Polskiej Akademii Nauk (od 1985 r.). 